# Revoluční (Praha)
Revoluční ulice v Praze 1 vede přibližně severojižním směrem a spojuje Náměstí Republiky a Štefánikův most. Tvoří hranici mezi dvěma městskými částmi, liché adresy na západní straně patří do Starého Města a sudé adresy na východní straně jsou součást Nového Města. 
V roce 2017 pražský magistrát připravoval rekonstrukci ulice, při níž plánoval rozšířit chodníky a vysadit stromy. Ulice je obousměrná, pouze v úseku vjezd/výjezd z garáží náměstí Republiky jednosměrná pro automobily ve směru náměstí Republiky. Ulicí vede tramvajová trať v obou směrech. Ulice měří asi 295 m.

## Historie a názvy

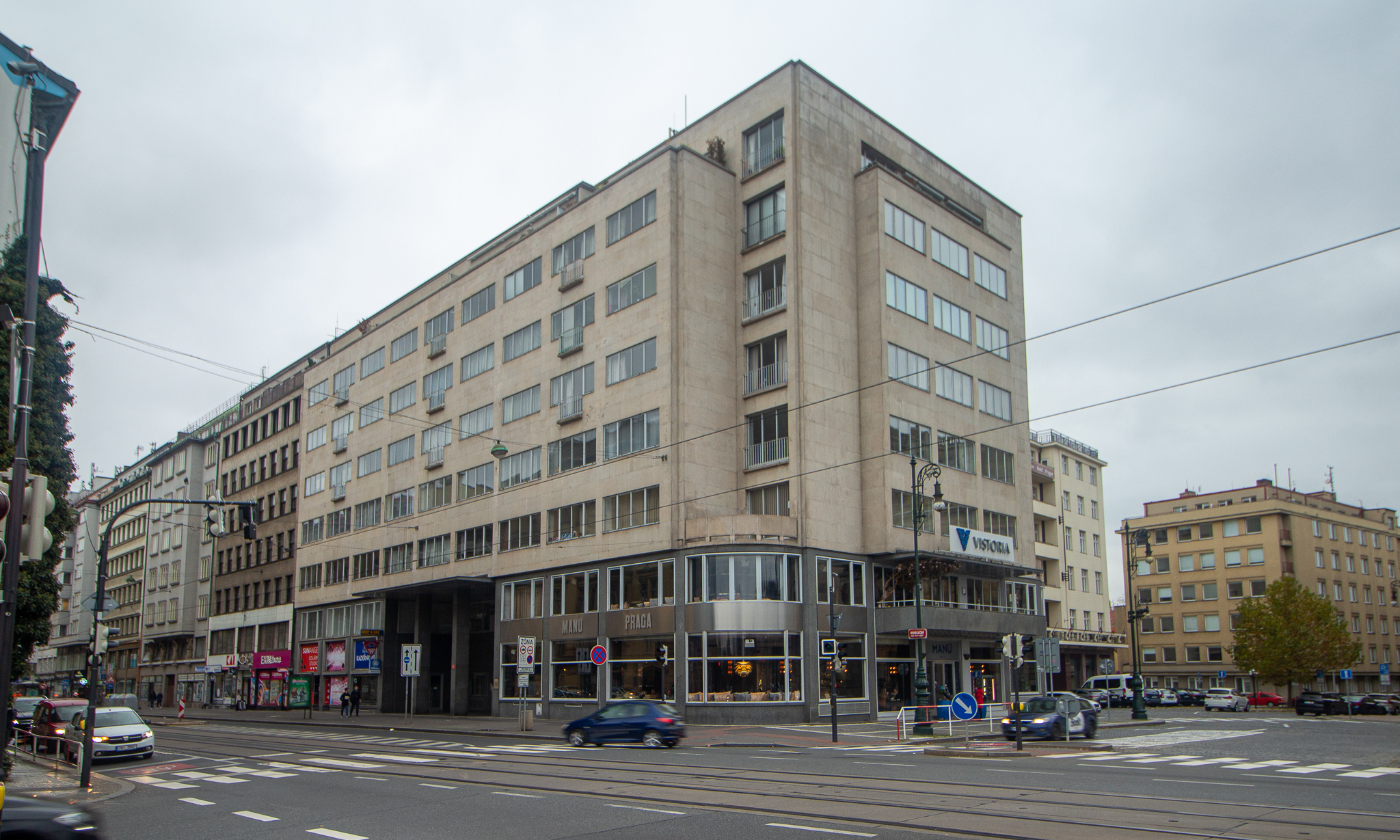
Palác Merkur

Revoluční ulice kopíruje půdorys středověkého opevnění za pásmem hradeb Starého Města. Podle zprávy komise z května 1617 to byla „blátivá strouha od Prašné brány až k Vltavě, všude jsou haldy odpadků, nános a bláto“.

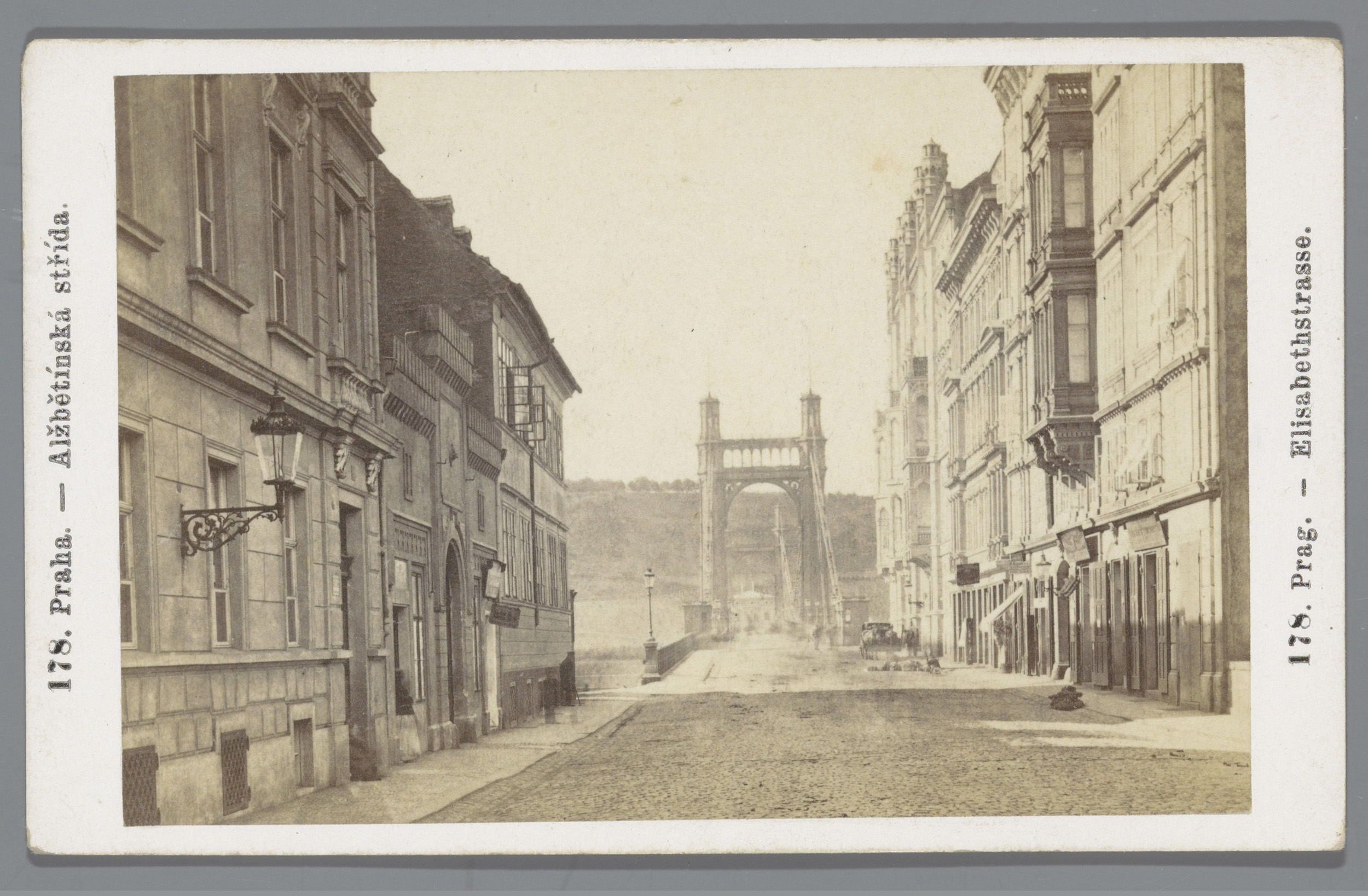
Alžbětinská třída / Elisabethstrasse, v pozadí most přes Vltavu

Zásah do urbanismu představovalo zbourání Eliščiných lázní nebo nový řetězový most císaře Františka Josefa I., který byl vystavěn v letech 1865–1868 a inicioval další souvislou zástavbu široké ulice.
V první polovině 20. století se západní strana ulice výrazně změnila rozšířením vozovky stržením domů, ale i architektonickou proměnou jednotlivých objektů. Vybudování Švermova (dnes Štefánikova) mostu během roku 1950 s rozšířením vozovek jeho nájezdů zabránilo uzavření ulice nárožním objektem.
V okolí křižovatky s Dlouhou ulicí byly po druhé světové válce  zbořeny další domy. Díky tomu zde vznikla řada modernistických budov, která začíná Palácem Merkur u břehu řeky Vltavy a končí Palácem Kotva u náměstí Republiky.
Revoluční ulice se stala v návaznosti na Štefánikův most vhodnou komunikací pro dopravní obsluhu historické části  města.
Názvy ulice se měnily:
- 18. století – část u Vltavy – „Náplavní“ nebo „Náplavka“ část ulice od Prašné brány – „Trubní“ nebo „Rourová“ pro potrubí, které vedlo od Novomlýnské vodárenské věže
- 19. století – Alžbětinská třída / Elisabethstrasse, či „Eliščina“ podle lázní u Vltavy
- od roku 1918 – „Revoluční“.

## Budovy, firmy a instituce
- restaurace Pizza Nuova – Revoluční 1[5]
- Česká pojišťovna – Revoluční 2[6]
- Palác Batex – Revoluční 3
- hotel City Centre – Revoluční 4[7]
- Dům fotografie, Galerie hlavního města Prahy, dříve palác Pojišťovny Victoria – Revoluční 5[8]
- ČSOB Poštovní spořitelna – Revoluční 11[9]
- cukrárna Apetit – Revoluční 12[10]
- fast food Himalaya – Revoluční 14[11]
- Palác Merkur – Revoluční 25
- pobočka Student Agency – Revoluční 25[12]